# Terra Formars
Pour le film adapté du manga, voir Terra Formars (film).
Autre
Terra Formars (テラフォーマーズ, Terafōmāzu) est un seinen manga écrit par Yū Sasuga et dessiné par Kenichi Tachibana. D'abord prépublié dans le magazine Miracle Jump entre janvier et décembre 2011, il est prépublié depuis avril 2012 dans le magazine Weekly Young Jump de l’éditeur Shūeisha. La version française est publiée par Kazé depuis février 2013.
Deux OAV adaptant le premier tome du manga sortent respectivement en août et novembre 2014 avec les éditions limitées des tomes 10 et 11 du manga. Une série télévisée d'animation produite par Liden Films est diffusée entre septembre et décembre 2014 sur Tokyo MX. Une seconde saison est diffusée entre avril et juin 2016. Dans les pays francophones, la série est diffusée en simulcast sur Anime Digital Network et Crunchyroll et à la télévision sur Mangas, et éditée en DVD et Blu-ray par Kazé.
Des séries dérivées humoristiques sont également publiées à partir de 2014. Une adaptation en film live réalisée par Takashi Miike est sortie en avril 2016 sous le même titre.

## Histoire
Dans le but de coloniser la planète Mars, les scientifiques du XXIe siècle ont été chargés de trouver un moyen de réchauffer l'atmosphère de la planète pour que l'espèce humaine puisse y vivre. Pour cela, la surface a été recouverte de lichens et cafards afin d'absorber la lumière du soleil. Ainsi, en 2577, la terraformation arrive à son terme. Plusieurs astronautes sont alors envoyés sur Mars lors de la mission Bugs 1 afin d'éliminer les cafards restants. Cependant, il ne savent pas que ceux-ci ont bien changé en 500 ans et sont devenus des géants humanoïdes dotés d'une très grande force. La mission est alors un échec et voit tous les membres de l'équipage se faire exterminer.
En 2599, plusieurs personnes du monde entier sont envoyées lors de la mission Bugs 2 pour éliminer ces mutants. Afin de pouvoir lutter, celles-ci ont subi des modifications génétiques visant à implanter en eux des caractéristiques d'organismes non humains. Vingt ans plus tard, en 2619, la mission Annex 1 est mise en place pour continuer l'éradication des cafards humanoïdes avec un effectif plus important...

## Personnages

### Bugs 1
La mission Bugs 1, supervisée par M. K. Daves (M・K・デイヴス) de U-NASA, comporte un total de six astronautes.
Jonathan Red (ジョナサン・レッド, Jonasan Reddo)
George Smiles (ジョージ・スマイルズ, Jōji Sumairuzu)
Risa Oikawa (リサ・オイカワ, Risa Oikawa)
Kent Holland (ケント・ホーランド, Kento Hōrando)
Carlos Minnery (カルロス・ミネリー, Karurosu Minerī)
Thomas Bellwood (トーマス・ベルウッド, Tōmasu Berūddo)

### Bugs 2
La mission Bugs 2, supervisée par Alexandre Gustav Newton (アレクサンドル・グスタフ・ニュートン, Arekusandoru Gusutafu Nyūton) de U-NASA, comporte un total de quinze personnes. Ces derniers ont subi une opération entomomorphique visant à implanter en eux le code génétique d'insectes pour pouvoir faire appel à leurs caractéristiques.
Donatello K. Daves (ドナテロ・K・デイヴス, Donatero K Deivusu)
Capitaine de la mission.
Base d'hybridation : Paraponera clavata, une fourmi appelée "fourmi balle de fusil".
Zhang Ming-Ming
Vice-capitaine de la mission.
Base d'hybridation : Hymenopus coronatus, une mante religieuse.
Nanao Akita (秋田 奈々緒, Akita Nanao)
Base d'hybridation : Bombyx mori, un papillon du Nord de la Chine.
Ichiro Hiruma (蛭間 一郎, Hiruma Ichirō)
Base d'hybridation : Polypedilum vanderplanki
Shôkichi Komachi (小町 小吉, Komachi Shōkichi)
Base d'hybridation : Vespa Mandarinia Japonica, un frelon géant japonais.
Thien
Maria Viren
God Lee
Yang Huwan
Ichiro Hiruma
Victoria Wood
Jaina Eisenstein
Tejas Viji
Toshio Blight
John Welthork
Redon Bergsmuller

### Annex 1
La mission Annex 1, supervisée par la U-NASA, comporte un total de cent personnes réparties en plusieurs équipes, chacune dirigée par un officier. Les membres ont subi une opération de métamorphose artificielle nommée Mosaic Organ (M.O.).
Shôkichi Komachi (小町 小吉, Komachi Shōkichi)
Capitaine de la mission et commandant de l'équipe 1.
Base d'hybridation : Vespa Mandarinia Japonica, un frelon géant japonais.
Marcos Eringrad Garcia (マルコス・エリングラッド・ガルシア, Marukosu Eringuraddo Garushia)
Membre de l'équipe 1.
Base d'hybridation : Heteropoda venatoria, une araignée.
Michelle K. Daves (ミッシェル・K・デイヴス, Missheru K Deivusu)
Commandant de l'équipe 2.
Base d'hybridation : Camponotus saundersi, une fourmi, ainsi que la fourmi Paraponera de naissance.
Akari Hizamaru (膝丸 燈, Hizamaru Akari)
Membre de l'équipe 2.
Base d'hybridation : Eumeta japonica, un papillon Psychidae.
Alex K. Stewart (アレックス・カンドリ・スチュワート, Arekkusu Kandori Suchuwāto)
Membre de l'équipe 2.
Base d'hybridation : Harpie féroce.
Sylvester Asimov (シルヴェスター・アシモフ, Shiruvesutā Ashimofu)
Commandant de l'équipe 3.
Base d'hybridation : Pseudocarcinus gigas, un crabe.
Liu Yiwu (劉 翊武, Ryū Īu)
Commandant de l'équipe 4.
Base d'hybridation : Pieuvre à anneaux bleus.
Adolf Reinhardt (アドルフ・ラインハルト, Adorufu Rainharuto)
Commandant de l'équipe 5.
Base d'hybridation : Anguille électrique.
Joseph Gustav Newton (ジョセフ・グスタフ・ニュートン, Josefu Gusutafu Nyūton)
Commandant de l'équipe 6.

## Manga
La série a débuté dans le magazine bimestriel Miracle Jump sorti le 13 janvier 2011. Six chapitres ont été publiés jusqu'au 13 décembre 2011, et ont été compilés dans le volume 1 sorti le 19 avril 2012. Entre la publication des chapitres 3 et 4, l'auteur a également écrit la mission Bugs 1 se déroulant en 2577, publié dans le magazine Weekly Young Jump sorti le 2 juin 2011. Le 26 avril 2012, le manga reprend dans le magazine Weekly Young Jump, et raconte des évènements se déroulant vingt ans après les premiers chapitres, d'où une réinitialisation des numéros de chapitres au deuxième tome.
Le manga connait une période de pause entre mars 2017 et avril 2018 à la suite d'ennuis de santé de Yū Sasuga,, puis entre septembre et novembre 2018. Il est de nouveau en pause à durée indéterminée à partir de décembre 2018. La publication reprend finalement en avril 2024.
La version française est publiée par Kazé depuis février 2013. Le manga est également édité en Amérique du Nord par VIZ Media.

## Anime
Début février 2014, le domaine terraformars.tv est enregistré. Quelques jours plus tard, Shūeisha annonce qu'une série télévisée d'animation et un OAV sont en production. L'OAV adapte la mission Bugs 2 (chapitres du tome 1) se passant en 2599 et la série télévisée adapte de la mission Annex 1 se déroulant en 2620.
Ces deux anime sont produits par le studio Liden Films avec une réalisation de Hiroshi Hamasaki et un scénario de Shougo Yasukawa. Les deux épisodes OAV sont commercialisés avec les éditions limitées des tomes 10 et 11 du manga respectivement en août et novembre 2014,. La série télévisée débute le 26 septembre 2014 sur Tokyo MX, avant d'être rediffusée sur CS TV, ABC, CBC et BS11. Dans les pays francophones, la série est diffusée à la télévision sur Mangas et en simulcast sur Anime Digital Network ainsi que sur Crunchyroll,. Cette dernière plate-forme diffuse également la série dans le monde entier hors Japon.
Une version non censurée est également proposée en streaming mais pour une diffusion limitée dans le temps au cours de la diffusion japonaise,, avant d'être proposé définitivement après la sortie des épisodes en Blu-ray et DVD au Japon.
Une suite est annoncée en août 2015. Intitulée Terra Formars Revenge, celle-ci est diffusée entre avril et juin 2016.
Un OAV adaptant l'arc sur Terre est sorti avec l'édition limitée du tome 21 au Japon. Un second OAV est sorti avec le tome 22.

### Liste des épisodes

#### Saison 1
| No | Titre français                     | Titre japonais             | Titre japonais                   | Date de 1re diffusion |
| No | Titre français                     | Kanji                      | Rōmaji                           | Date de 1re diffusion |
| -- | ---------------------------------- | -------------------------- | -------------------------------- | --------------------- |
| 1  | Symptom – Mutation                 | SYMPTOM 変異               | SYMPTOM Hen'i                    | 26 septembre 2014     |
| 2  | Departure – Départ pour le front   | DEPARTURE 出陣             | DEPARTURE Shutsujin              | 3 octobre 2014        |
| 3  | Vers Mars – Vers l'astre funeste   | TO MARS 災いの星へ         | TO MARS Wazawai no hoshi e       | 10 octobre 2014       |
| 4  | War – Guerre totale                | WAR 全面戦争               | WAR Zenmen sensō                 | 17 octobre 2014       |
| 5  | Exceptional Two – Enfants prodiges | EXCEPTIONAL TWO 奇跡の子   | EXCEPTIONAL TWO Kiseki no ko     | 24 octobre 2014       |
| 6  | 2 Minutes – Dans les deux minutes  | 2 MINUTES 2分間            | 2 MINUTES 2-Funkan               | 31 octobre 2014       |
| 7  | Crab – Vaillant soldat             | CRAB 猛士                  | Crab Mōshi                       | 7 novembre 2014       |
| 8  | Der Zitteraal – L'Être électrique  | DER ZITTERAAL 電撃生物     | DER ZITTERAAL Dengeki Seibutsu   | 14 novembre 2014      |
| 9  | Too Sad to Die – Orage pluvieux    | TOO SAD TO DIE 雷雨の一粒  | TOO SAD TO DIE Raiu no Hitotsubu | 21 novembre 2014      |
| 10 | Desire – Souhait                   | DESIRE 願い                | DESIRE Negai                     | 28 novembre 2014      |
| 11 | Boxer – Boxeur                     | BOXER ボクサー             | BOXER Bokusā                     | 5 décembre 2014       |
| 12 | Shooting Star - Raison et déraison | SHOOTING STAR 軌道と無軌道 | SHOOTING STAR Kidō to mukidō     | 12 décembre 2014      |
| 13 | Terra for Mars - Ici et là-bas     | TERRA FOR MARS 彼方と此方  | TERRA FOR MARS Kanata to Konata  | 19 décembre 2014      |

#### Saison 2
| No | Titre français                                     | Titre japonais                     | Titre japonais                                | Date de 1re diffusion |
| No | Titre français                                     | Kanji                              | Rōmaji                                        | Date de 1re diffusion |
| -- | -------------------------------------------------- | ---------------------------------- | --------------------------------------------- | --------------------- |
| 1  | 2ND GENERATION - Le duo exceptionnel               | 2ND GENERATION 特別な二人          | 2ND GENERATION Tokubetsuna Futari             | 1er avril 2016        |
| 2  | CENTURY OF RAISING ARMS - La colère du capitaine   | CENTURY OF RAISING ARMS 怒りの艦長 | CENTURY OF RAISING ARMS Ikari no Kanchō       | 8 avril 2016          |
| 3  | FRIEND HERE - Rencontre alliée                     | FRIEND HERE 同盟見参               | FRIEND HERE Dōmei Kenzan                      | 15 avril 2016         |
| 4  | TRIPLE COMBAT - Affrontement à trois               | TRIPLE COMBAT 三つ巴               | TRIPLE COMBAT Mitsudomoe                      | 22 avril 2016         |
| 5  | MAN ON A MISSION - Le père et le soldat            | MAN ON A MISSION 兵士と父親        | MAN ON A MISSION Heishi to Chichioya          | 29 avril 2016         |
| 6  | STRATEGY AND TACTICS - Stratégie et armement       | STRATEGY AND TACTICS 武器と術      | STRATEGY AND TACTICS Buki to Jutsu            | 6 mai 2016            |
| 7  | HAPPY BIRTHDAY - Le premier jour                   | HAPPY BIRTHDAY 最初の一日          | HAPPY BIRTHDAY Saisho no Ichinichi            | 13 mai 2016           |
| 8  | WEB OF BEND - Le filet du chasseur                 | WEB OF BEND 猟師の網               | WEB OF BEND Ryoushi no Ami                    | 20 mai 2016           |
| 9  | THE FOREMOST - Le premier du classement            | THE FOREMOST 首位                  | THE FOREMOST Shui                             | 27 mai 2016           |
| 10 | NO PLACE TO HIDE - La colonie                      | NO PLACE TO HIDE 群体              | NO PLACE TO HIDE Guntai                       | 3 juin 2016           |
| 11 | SILENCE OR VIOLENCE - Le poing du silence          | SILENCE OR VIOLENCE 不言の拳       | SILENCE OR VIOLENCE Fugen no Ken              | 10 juin 2016          |
| 12 | STRENGTH OF WEAKEST - L'âme de ceux qui n'ont rien | STRENGTH OF WEAKEST 持たざる者の魂 | STRENGTH OF WEAKEST Motazaru Mono no Tamashii | 17 juin 2016          |
| 13 | THE 12 SECONDS - Révolution en 12 secondes         | THE 12 SECONDS 12秒の革命          | THE 12 SECONDS 12 Byou no Kakumei             | 24 juin 2016          |

### Musique
| Générique | Épisodes | Début         | Début     | Fin                 | Fin       |
| Générique | Épisodes | Titre         | Artiste   | Titre               | Artiste   |
| --------- | -------- | ------------- | --------- | ------------------- | --------- |
| 1         | 1 – 13   | AMAZING BREAK | TERRASPEX | Lightning the World | TERRASPEX |

### Doublage
| Personnages        | Personnages        | Voix japonaises |
| Bugs 2 (OAV)       | Bugs 2 (OAV)       | Bugs 2 (OAV)    |
| ------------------ | ------------------ | --------------- |
| Donatello K. Daves | Donatello K. Daves | Rikiya Koyama   |
| Shôkichi Komachi   | Shôkichi Komachi   | Hidenobu Kiuchi |
| Ichiro Hiruma      | Ichiro Hiruma      | Tomokazu Sugita |
| Nanao Akita        | Nanao Akita        | Ayako Kawasumi  |

| Personnages               | Personnages               | Voix japonaises           | Voix française            |
| Annex 1 (série télévisée) | Annex 1 (série télévisée) | Annex 1 (série télévisée) | Annex 1 (série télévisée) |
| ------------------------- | ------------------------- | ------------------------- | ------------------------- |
| Shôkichi Komachi          | Shôkichi Komachi          | Hidenobu Kiuchi           | Yann Pichon               |
| Marcos Eringrad Garcia    | Marcos Eringrad Garcia    | Kaito Ishikawa            | Bastien Bourlé            |
| Michelle K. Daves         | Michelle K. Daves         | Shizuka Itō               | Sophie Baranes            |
| Akari Hizamaru            | Akari Hizamaru            | Yoshimasa Hosoya          | Benjamin Pascal           |
| Alex K. Stewart           | Alex K. Stewart           | KENN                      | Bruno Meyere              |
| Sylvester Asimov          | Sylvester Asimov          | Unshō Ishizuka            | Frédéric Souterelle       |
| Liu Yiwu                  | Liu Yiwu                  | Tetsuo Komura             |                           |
| Adolf Reinhardt           | Adolf Reinhardt           | Koji Yusa                 | Alexandre Coadour         |
| Joseph Gustav Newton      | Joseph Gustav Newton      | Akira Ishida              | Alexandre Coadour         |

## Film en prise de vues réelles
Une adaptation en prise de vues réelles est annoncée en février 2015. Celle-ci est réalisée par Takashi Miike. Après deux années de préproduction, le tournage du film a débuté en mai 2015. Le film est sorti le 29 avril 2016 au Japon. Avant cette sortie, un drama intitulé Terra Formars: Aratanaru Kibō et servant de préquelle au film est disponible sur le service de streaming dTV.

## Produits dérivés

### Séries dérivées
Une série dérivée écrite par Manpuku Dō et dessinée par Kaito Shibano a débuté en mai 2014 dans le magazine en ligne Tonari no Young Jump. Intitulée Terrafo Police (テラフォポリス), il s'agit d'une série humoristique centrée sur Michelle et Komachi en tant qu'agents de police.
Une deuxième série dérivée, Kyō no Terra Formars wa Oyasumi desu (今日のテラフォーマーズはお休みです。), est dessinée par Shōta Hattori et est publiée depuis mai 2014 dans le magazine en ligne Tonari no Young Jump.
Une troisième série dérivée, Oshiete! Michelle Kyōkan (教えて!ミッシェル教官), est dessinée par Serebixi-Ryōsangata et est publiée entre juin et novembre 2014 dans le magazine Miracle Jump.
Une quatrième série dérivée, Terra Formars Gaiden Rain Hard (テラフォーマーズ外伝 RAIN HARD), est dessinée par Satoshi Kimura et est publiée entre octobre 2014 et février 2015 dans le magazine Ultra Jump,. L'histoire est centrée sur le personnage d'Adolf Reinhardt. La version française est éditée par Kazé en mai 2016.
Une cinquième série dérivée, Terra Formars Asimov, est dessinée par Boichi et est publiée entre novembre 2015 et juin 2016 dans le magazine Grand Jump, avant d'être compilée en deux volumes. La version française est éditée par Kazé en 2017.

### Light novel
Une série de deux light novel intitulée Terra Formars: Lost Mission (テラフォーマーズ LOST　MISSION) est sortie au Japon le 20 août 2014 et le 19 avril 2016.
Une deuxième série light novel intitulée Terra Formars: The Outer Mission (テラフォーマーズ THE　OUTER　MISSION), composée de trois tomes, est sortie au Japon entre le 21 novembre 2014 et le 25 mai 2016.

### Guidebook
Un guidebook intitulé MARS FILE est commercialisé au Japon le 3 octobre 2014.

### Jeu vidéo
Un jeu vidéo d'action intitulé Terra Formars: Akaki Hoshi no Gekitō (テラフォーマーズ 紅き惑星の激闘) est annoncé en octobre 2014 dans le magazine Weekly Young Jump. Celui-ci est développé par FuRyu et est sorti sur Nintendo 3DS le 2 avril 2015 au Japon.

## Accueil
Après des ventes initiales modestes, le manga connaît un succès rapide après la parution du troisième tome. En effet, les deux premiers tomes ont été tirés à seulement 260 000 exemplaires en octobre 2012. Après la sortie du tome 3, en novembre 2012, le tirage total s'élève à 820 000 exemplaires en décembre 2012. En avril 2013, le tirage des quatre premiers tomes s'élève à 1,76 million d'exemplaires, tandis qu'en juillet 2013, le tirage des cinq premiers tomes s'élève à plus de 3 millions d'exemplaires. En août 2015, le tirage de la série est de 13 millions d'exemplaires.
Le manga est sélectionné pour le 6e prix Manga Taishō en 2013. Le guidebook japonais Kono Manga ga Sugoi! l'a classé premier manga pour garçons de l'année 2013.